# 젤린도 보르딘
젤린도 보르딘(Gelindo Bordin, 1959년 4월 2일 ~ )은 이탈리아의 마라톤 선수로 1988년 서울 올림픽 금메달리스트다. 그는 보스턴 마라톤과 올림픽 마라톤에서 모두 금메달을 획득할 수 있던 유일한 남자 선수이다.

## 선수 경력
비첸차 출신의 보르딘은 처음의 마운틴 크로스컨트리 달리기 선수로 시작하였다. 루치아노 지글리오티의 감독 아래 달리기의 집중하려고 대지 관리인으로서 일을 멈추고, 1986년 슈투트가르트에서 열린 유럽 선수권을 우승하면서 자신의 첫 국제적 성공을 거두었다.
1년 후, 로마에서 열린 세계 육상 선수권 대회에서 동메달을 땄다. 1988년은 보르딘에게 성공적인 해였다. 보스턴에서 이탈리아 기록을 깬 후, 서울 올림픽 마라톤의 마지막 킬로미터에서 더글러스 와키후리(케냐)와 후세인 아메드 살레(지부티)를 통과하여 우승하면서 자신의 위대한 승리를 거두었다.
1990년 보로딘은 자신의 이탈리아 기록을 깨며 보스턴 마라톤을 우승한 첫 올림픽 챔피언이 되었다. 같은 시즌에 스플리트에서 자신의 유럽 타이틀을 유지하고, 35일 후에 베네치아의 마라톤을 우승하였다.
1992년 바르셀로나 올림픽에서 자신의 올림픽 타이틀을 되풀이하려 했으나, 부상을 당하여 30 킬로미터에서 탈락하였다. 이듬해 육상에서 은퇴하였다.
오늘날 그는 이탈리아 스포츠 의복 제조회사 디아도라를 위한 시장 관리자이다.